# عجلة الهواء

رسم متحرك يوضح كيفية التي تعمل بها العجلات الهوائية. أزرق داكن يمثل الهواء المضغوط، أزرق فاتح يمثل وسادة الهواء.

عجلة الهواء (بالإنجليزية: Air caster)‏ هو جهاز رفع هوائي يستخدم لنقل الأحمال الثقيلة على الأسطح المستوية، غير قابلة للاختراق. عملها مشابهة للحوامات، كما أنه يستخدم طبقة رقيقة من الهواء كوسيلة لتطفو على بعد مسافة صغيرة جدا من الأرض. يدخل الهواء المضغوط وسادة هوائية على شكل طارة، و عندما يزيد الهواء إلى وسط طارةيقوم برفع الحمل فوق سطح الأرض.